# Bønnerup Strand
Bønnerup Strand – miasto w Danii, w regionie Jutlandia Środkowa, w gminie Norddjurs.